# Kościół św. Anny w Krakowie

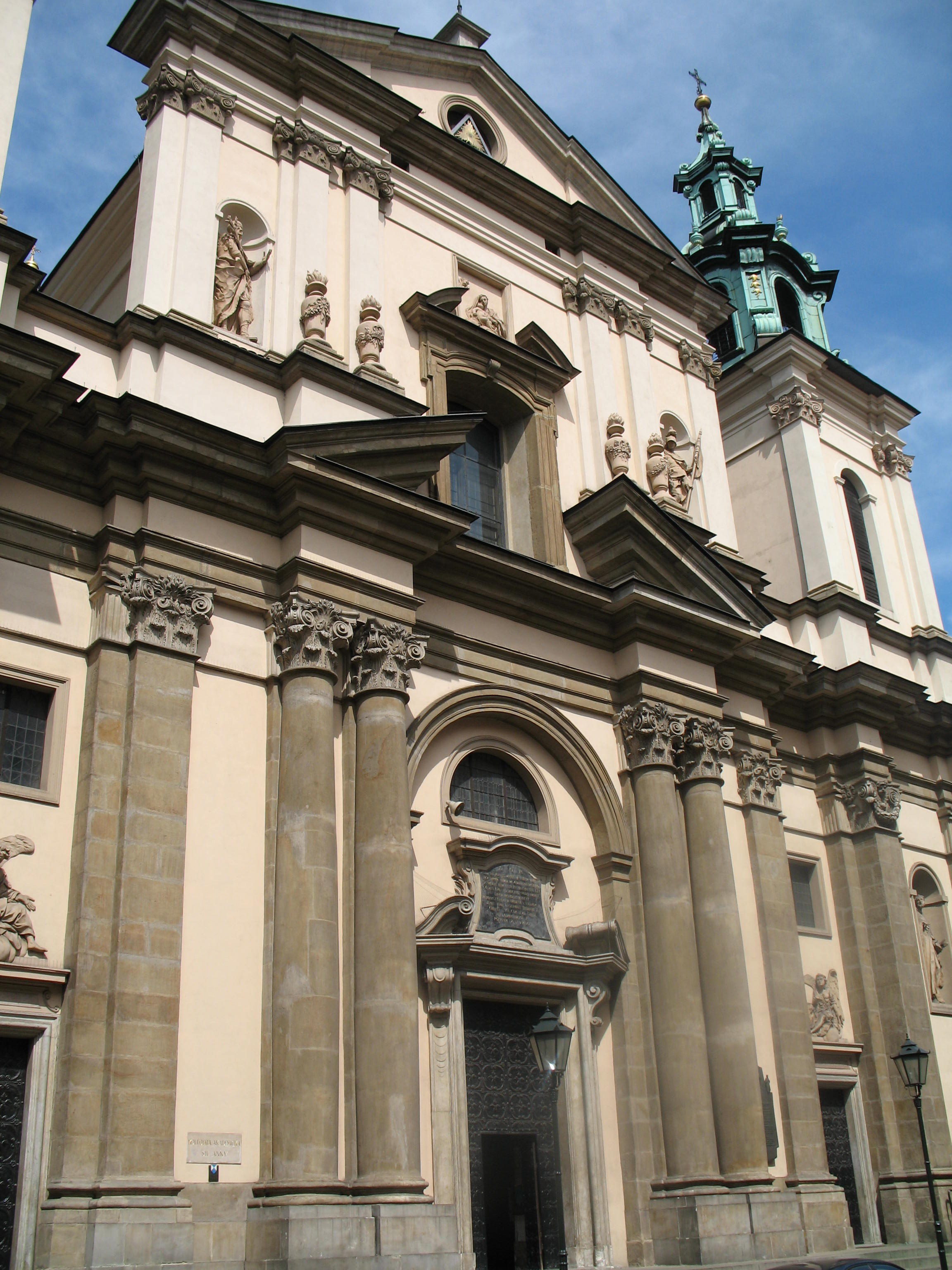
Fasada kościoła

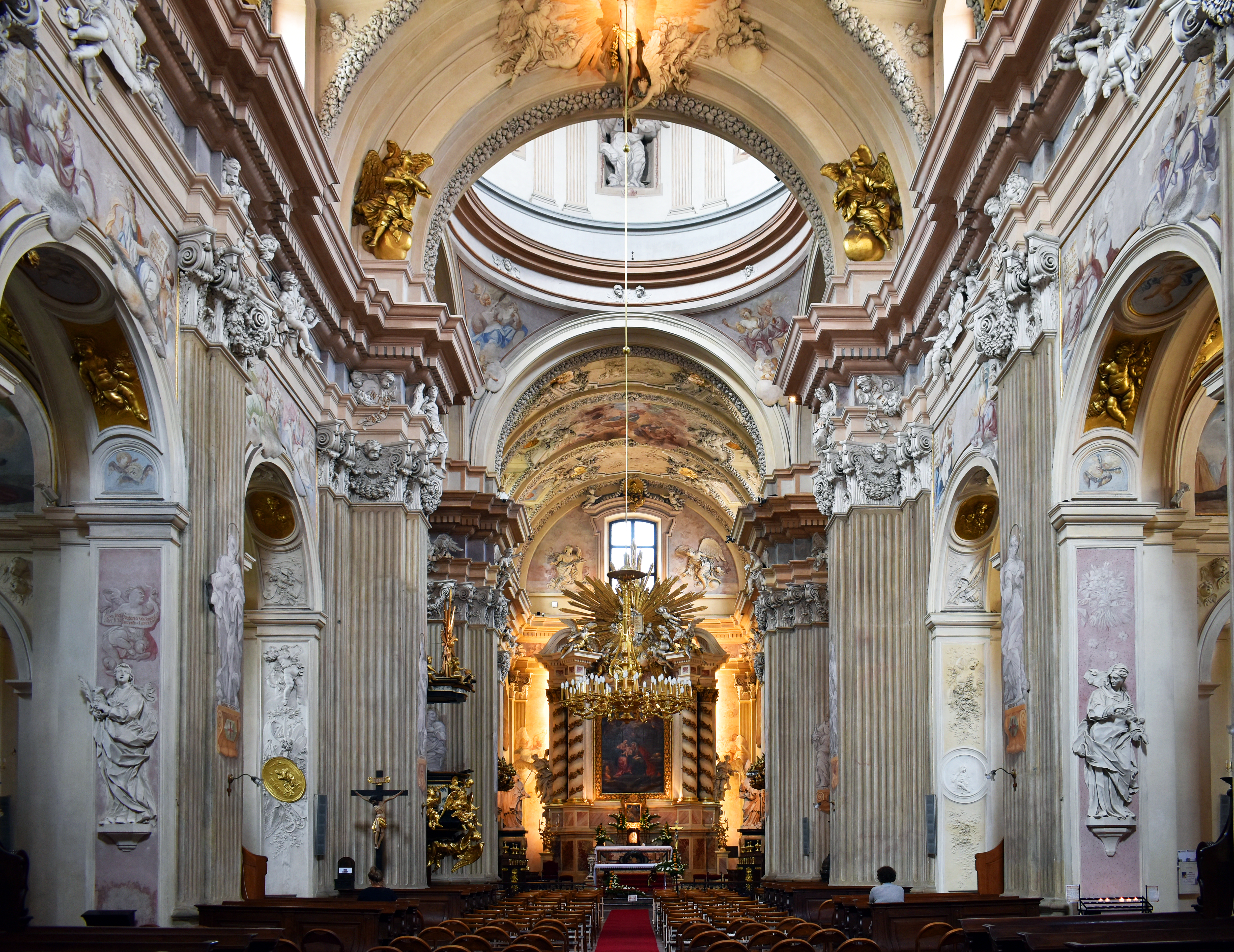
Wnętrze kościoła

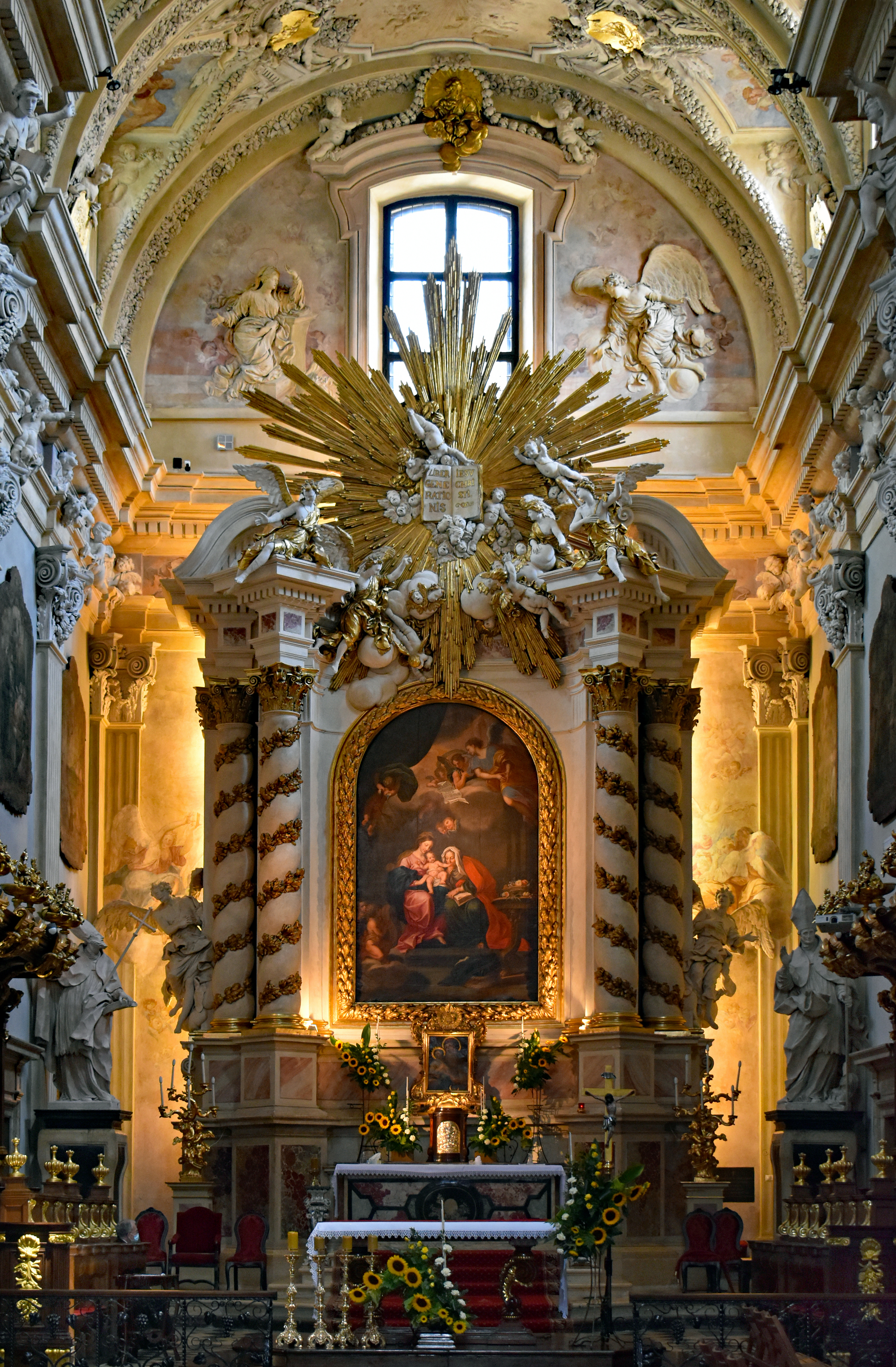
Ołtarz główny.

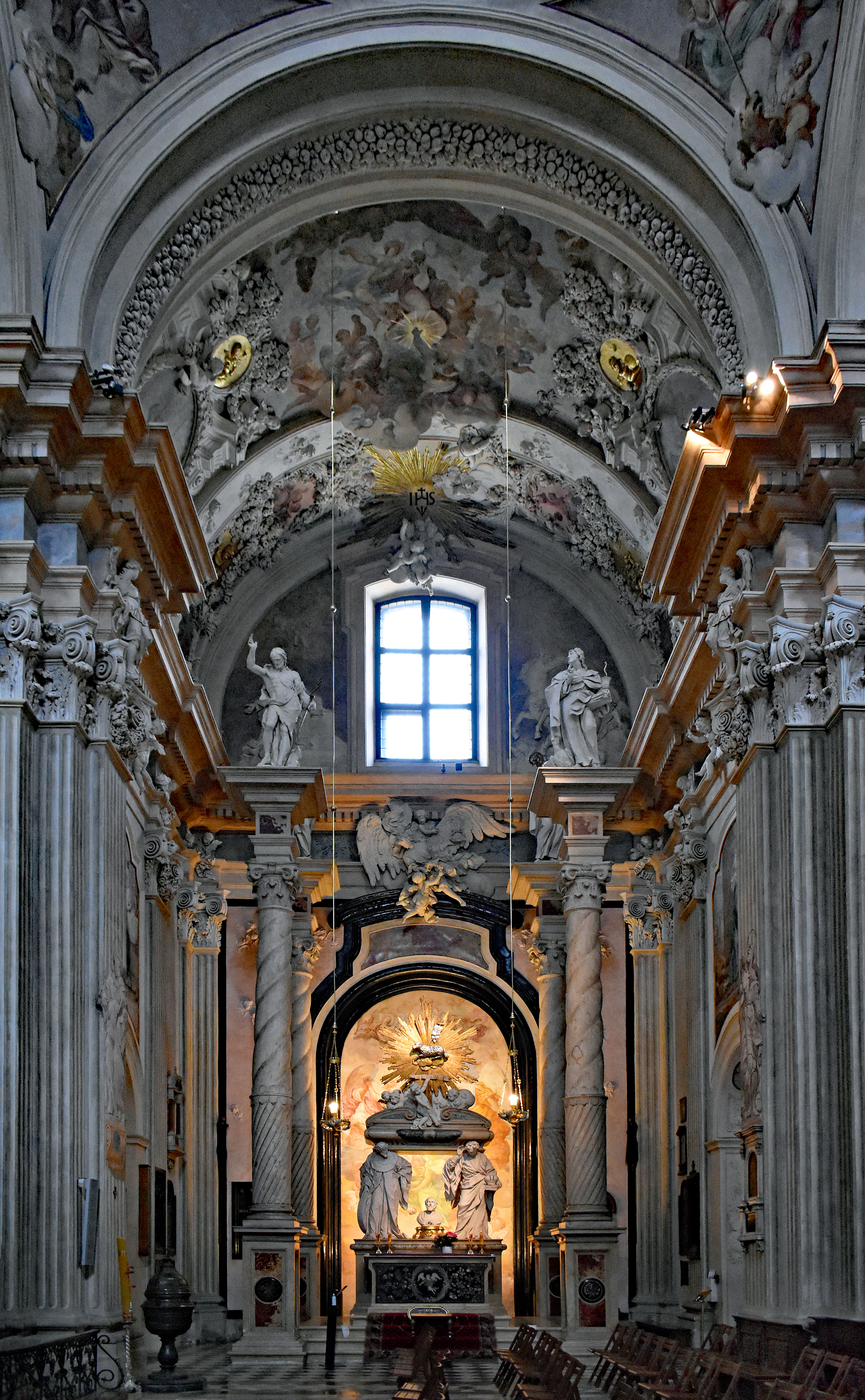
Prawe ramię transeptu, konfesja św. Jana z Kęt

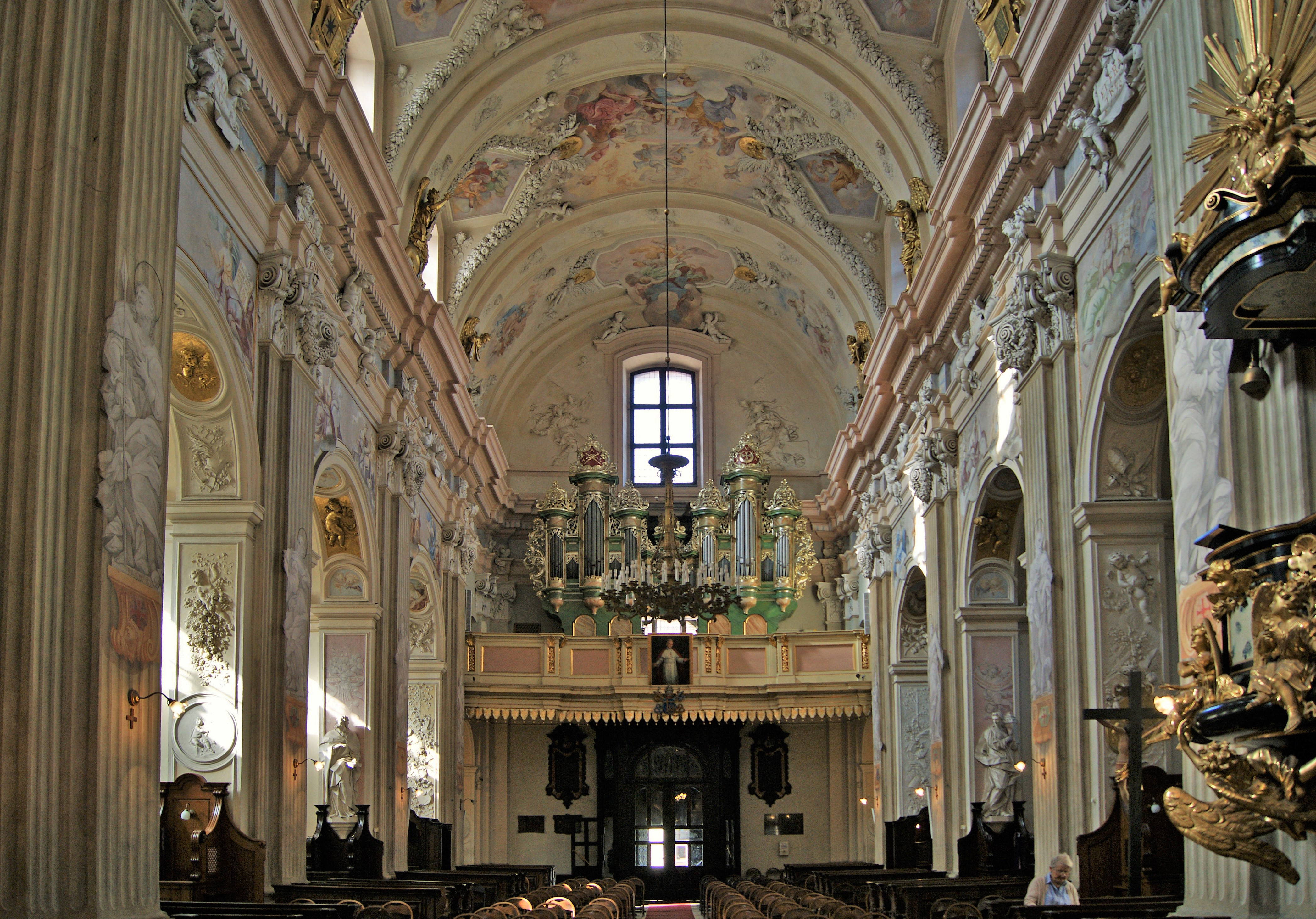
Chór i organy

Kościół św. Anny – rzymskokatolicki kościół parafialny i kolegiata akademicka, znajdujący się w Krakowie, w dzielnicy I Stare Miasto przy ul. św. Anny 13, na Starym Mieście.

## Historia

### Pierwszy kościół
Pierwszy, drewniany kościół, wybudowany został w XIV wieku. Nie jest znana dokładna data postawienia świątyni, natomiast pierwsza wzmianka o kościele pochodzi z dnia 27 września 1363 roku. Dotyczyła ona prośby Kazimierza Wielkiego do papieża Urbana V o udzielenie odpustu za nawiedzenie świątyni w rocznicę jej konsekracji. Kościół spłonął w roku 1407 podczas rozruchów antyżydowskich. Rozruchy wybuchły 29 marca 1407 roku, po tym jak we wtorek po Wielkanocy kanonik Budek wygłosił kazanie w kościele św. Barbary, w którym oskarżył Żydów mieszkających w Krakowie o zabicie chrześcijańskiego dziecka. Według Jana Długosza, część Żydów uciekając przed pogromem schroniła się w wieży kościoła św. Anny. Tłum podpalił wieżę, zmuszając ich do poddania się.

### Drugi kościół
Na miejscu spalonej świątyni jeszcze w tym samym roku wzniesiono murowany kościół w stylu gotyckim. Jego fundatorem był król Władysław Jagiełło i z jego inicjatywy kościół dostał się w 1418 pod opiekę Akademii Krakowskiej. W 1428, za czasów proboszcza Jana z Wielunia, rozbudowano prezbiterium. W 1473 roku został pochowany w kościele św. Anny profesor Akademii Krakowskiej Jan Kanty. W 1535 roku biskup Piotr Tomicki ogłosił kościół kolegiatą i ustanowił przy nim kapitułę kolegiacką. W 1539 sprawiono dla Jana Kantego nową trumnę, a w 1549 nowy renesansowy nagrobek ufundował rektor Akademii Krakowskiej Jakub Friedel.
W 1680 papież Innocenty XI beatyfikował Jana Kantego. W związku z rosnącym kultem świętego profesorowie Akademii postanowili wyburzyć kościół i na jego miejscu zbudować większy, będący w stanie pomieścić wszystkich pielgrzymów odwiedzających grób Jana Kantego. Kościół wyburzono w roku 1689 na koszt Akademii.

### Budowa trzeciego kościoła
W roku wyburzenia kolegiaty położono kamień węgielny pod budowę nowej świątyni. Pierwotny projekt kościoła zaproponowany przez architekta Tylmana z Gameren nawiązywał do planu rzymskiego kościoła San Carlo ai Catinari, który był także inspiracją dla kościoła uniwersyteckiego paryskiej Sorbony. Profesorowie Akademii odrzucili projekt i zasugerowali Tylmanowi jako wzór plan kościoła San Andrea della Valle, który był pod opieką zakonu teatynów – konkurentów jezuitów, bowiem krakowscy uczeni chcieli budowlą kościoła akademickiego przyćmić krakowski kościół św. św. Piotra i Pawła zarządzany wtedy przez jezuitów. Tylman z Gameren zrobił nowy projekt, który został zaakceptowany i budowa ruszyła. Od 1692 roku prace budowlane nadzorował ks. Sebastian Jan Piskorski – proboszcz parafii i zarazem profesor Akademii Krakowskiej. W 1695 kościół stał w stanie surowym i nie miał jeszcze kopuły.

### Trzeci kościół
W 1703 roku biskup Kazimierz Łubieński konsekrował kościół. Pod koniec XVIII w. wieże zyskały nowe, późnobarokowe hełmy projektu księdza Sebastiana Sierakowskiego, nawiązujące swoim kształtem do hełmu Wieży Zegarowej na Wawelu.
Kapituła kolegiacka wygasła w XIX wieku. 27 września 1993 roku ks. Franciszek Macharski ponownie erygował kapitułę, jednocześnie mianując prepozyta, kustosza, penitencjarza i czterech kanoników gremialnych.
Biskup Karol Wojtyła, a późniejszy papież Jan Paweł II, często nawiedzał świątynię. Odprawiał msze święte, wygłaszał rekolekcje i spotykał się ze studentami. Spowiadał wiernych, co zostało upamiętnione przez tabliczkę przytwierdzoną nad kratkami konfesjonału w lewej części kościoła. Prywatnie pielgrzymował do grobu św. Jana z Kęt. W dniach 19–21 grudnia 1960 roku wygłosił w kościele kazania dla narzeczonych pt. Budować dom na skale. Już jako papież odwiedził kolegiatę w niedzielę, 8 czerwca 1997 roku, w ramach VI podróży apostolskiej do Polski.

## Fasada
Fasada jest dwukondygnacyjna, flankowana dwiema wieżami zwieńczonymi późnobarokowymi hełmami. Swoim kształtem przypomina fasadę kościoła Santa Anastasia w Rzymie. Druga kondygnacja jest zwieńczona trójkątnym przyczółkiem. W przyczółku umieszczona jest płaskorzeźba przedstawiająca Oko Bożej Opatrzności. Nad portalem głównym znajduje się inskrypcja w języku łacińskim dotycząca św. Anny jako gospodyni tego kościoła. Nad oknem drugiej kondygnacji umieszczona jest płaskorzeźba przedstawiająca Madonnę z Dzieciątkiem. Nad wejściami bocznymi znajdują się płaskorzeźby aniołów. W niszach na fasadzie znajdują się figury 4 świętych:
- św. Kazimierz (wyższa kondygnacja, po lewej)
- św. Florian (wyższa kondygnacja, po prawej)
- św. Bernard z Clairvaux (niższa kondygnacja, po lewej).
- św. Jan Kanty (niższa kondygnacja, po prawej).

Całość kompozycji fasady została zaprojektowana tak, aby najlepiej prezentowała się w ukośnym widoku z wąskiej uliczki św. Anny. Bowiem w trakcie budowy kościoła nie istniały jeszcze Planty, a obecna ulica św. Anny (wówczas ul. Żydowska) była zamknięta murami obronnymi.

## Wnętrze
Budowla jest jednonawowa z kaplicami bocznymi i transeptem i prosto zamkniętym prezbiterium. Nawa jest sklepiona kolebkowo z lunetami, a nad jej skrzyżowaniem z transeptem wznosi się ośmioboczna kopuła z tamburem. Kaplice połączone są ze sobą przejściami, dzięki czemu przypominają nawy boczne i dlatego ten kościół często mylony jest z trójnawowym. Kaplic jest 6, w tym 2 sklepione kopułami. Wezwania kaplic to:
- Kaplica św. Piotra w Okowach
- Kaplica św. Katarzyny Aleksandryjskiej (z kopułą)
- Kaplica św. Sebastiana
- Kaplica św. Jana Chrzciciela
- Kaplica Niepokalanego Poczęcia Najświętszej Marii Panny (z kopułą)
- Kaplica św. Józefa

Dodatkowe kaplice urządzone są w transepcie:
- Kaplica Adoracji Chrystusa zdjętego z krzyża (w lewym ramieniu transeptu)
- Kaplica św. Jana Kantego (w prawym ramieniu transeptu).

Bogaty wystrój wnętrza (w tym nastawy ołtarzowe) jest zaprojektowany i wykonany przez Baltazara Fontanę, obrazy malowali Karol Dankwart, oraz Karol i Innocenty Monti. Kościół uchodzi za jedną z najpiękniejszych budowli barokowych w Polsce.

### Prezbiterium
Główną nastawę ołtarzową zaprojektował Baltazar Fontana, a wykonał Jan Liszkowic. Znajduje się w niej obraz przedstawiający św. Annę Samotrzecią, pędzla Jerzego Siemiginowskiego. Figury świętych po bokach (św. Stanisław i św. Wojciech) wyrzeźbił Fontana w 1701 roku. Stalle wykonał w 1730 roku Jan Olbrosowicz. W ich zapleckach w 1741 roku Szymon Czechowicz namalował 4 sceny:
- Zwiastowanie Najświętszej Marii Panny
- Spotkanie św. Anny i św. Joachima
- Narodzenie Najświętszej Marii Panny
- Św. Anna z Marią i Joachimem

Ambonę z podtrzymującym ją aniołem wyrzeźbił w 1727 r. Antoni Frączkiewicz.
Chrzcielnicę odlał w 1646 roku Jakub Erlicher. Jest to jedyny zachowany element wyposażenia z poprzedniego kościoła.
Na ścianie czołowej znajduje się Zwiastowanie, a na sklepieniu w 3 kolejnych przęsłach: Duch Święty (w stiuku), Niepokalana (namalowana), Boże Narodzenie (w stiuku).
Na bocznych ścianach prezbiterium – naprzeciwko siebie zostali namalowani w technice en grisaille Maria i Jezus. Zostali podpisani nie swoimi imionami, lecz cytatami z Pisma Świętego:
- Maria: Domus Dei – Dom Boży
- Jezus: Caput Anguli – Kamień Węgielny

### Nawa
W nawie znajduje się kontynuacja tego wątku w postaci 12 apostołów namalowanych w technice en grisaille i podpisanych nie swoimi imionami, lecz nazwami kamieni szlachetnych. Są to:
- Św. Piotr – jaspis
- Św. Paweł – szafir
- Św. Jan – sardonyks
- Św. Andrzej – chalcedon
- Św. Jakub Starszy – szmaragd
- Św. Jakub Młodszy – sardiusz (krwawnik)
- Św. Mateusz – chryzopraz
- Św. Tomasz – chryzolit
- Św. Tadeusz – ametyst
- Św. Filip – beryl
- Św. Bartłomiej – topaz
- Św. Szymon – hiacynt

W kościele św. Anny przypisano nazwy kamieni apostołom, nawiązując do 12 warstw Świętego Miasta ukazanego w Apokalipsie św. Jana. Apostołowie zostali umieszczeni na filarach, żeby pokazać, że są filarami Kościoła.
Na ścianach nawy, nad arkanami prowadzącymi do kaplic namalowano Sybille jako pogańskie prorokinie, które zapowiedziały przyjście na świat Chrystusa. Nad Sybillami stiukowe putta trzymające zwoje z imionami osób z rodowodu Jezusa. Nad nimi pomalowane na złoto figury aniołów trzymają tarcze z atrybutami Marii.
Na sklepieniu widnieją Baranek Apokaliptyczny, 24 starców, serafiny oraz księga z siedmioma pieczęciami.
Na chórze stoją okazałe organy o 26 głosach z I ćw. XVIII w. ufundowane przez księdza Grzegorza Ochabowicza, a nad chórem malowidło przedstawiające Objawienie św. Jana. Na pendentywach kopuły widnieją alegorie cnót kardynalnych, a na samej kopule wyobrażenia Chwały Pańskiej oraz nazwy czterech pierwszych soborów powszechnych.

### Transept
W prawym czyli południowo-wschodnim ramieniu transeptu znajduje się konfesja św. Jana Kantego zawierająca szczątki kanonizowanego w 1767 patrona Uniwersytetu Jagiellońskiego. Jest to monumentalny kamienny, barokowy ołtarz autorstwa Baltazara Fontany. Trumnę ze szczątkami świętego dźwigają 4 postacie mężczyzn wykute w kamieniu, symbolizujące 4 wydziały Akademii Krakowskiej:
- Teologiczny
- Filozoficzny
- Prawny
- Medyczny

Na 4 kolumnach ustawionych dookoła ołtarza stoją posągi 4 świętych Janów – imienników profesora:
- Jan Chrzciciel
- Jan Ewangelista
- Jan Chryzostom
- Jan Damasceński

Na trumnie stoi rzeźbiarskie popiersie Jana Kantego wykonane w XIX w. przez Franciszka Wyspiańskiego.
Polichromie na ścianach przedstawiające sceny z życia św. Jana Kantego wykonał Innocenti Monti, a Gloryfikację św. Jana z Kęt na sklepieniu namalował Karol Dankwart z Nysy.
Po bokach konfesji umieszczono wota, wśród których znajdują się buńczuki tureckie zdobyte przez Jana III Sobieskiego pod Wiedniem w 1683.
W lewym ramieniu transeptu znajduje się odsłonięty w 1823 klasycystyczny pomnik Mikołaja Kopernika, który ufundował i zaprojektował ks. Sebastian Sierakowski, a wykonał w brązie Jan Nepomucen Galli w 1822. Jest to pierwszy pomnik tego uczonego w Polsce. Znajdują się tutaj również stiukowa Pietà autorstwa Baltazara Fontany oraz malowidła wyobrażające: Chrystusa w Majestacie, Arma Christi, Ofiarę Abrahama i Węża Miedzianego, Odnalezienie Krzyża przez cesarzową Helenę i Podniesienie Krzyża przez cesarza Herakliusza. Na ścianie znajduje się epitafium Juliusza Słowackiego ufundowane przez jego matkę. Wykonali je Edward Stehlik i Władysław Oleszczyński (medalion). W transepcie pochowani są dwaj słudzy boży: Jerzy Ciesielski (w południowo-wschodnim ramieniu transeptu) i biskup Jan Pietraszko (w północno-zachodnim ramieniu transeptu)

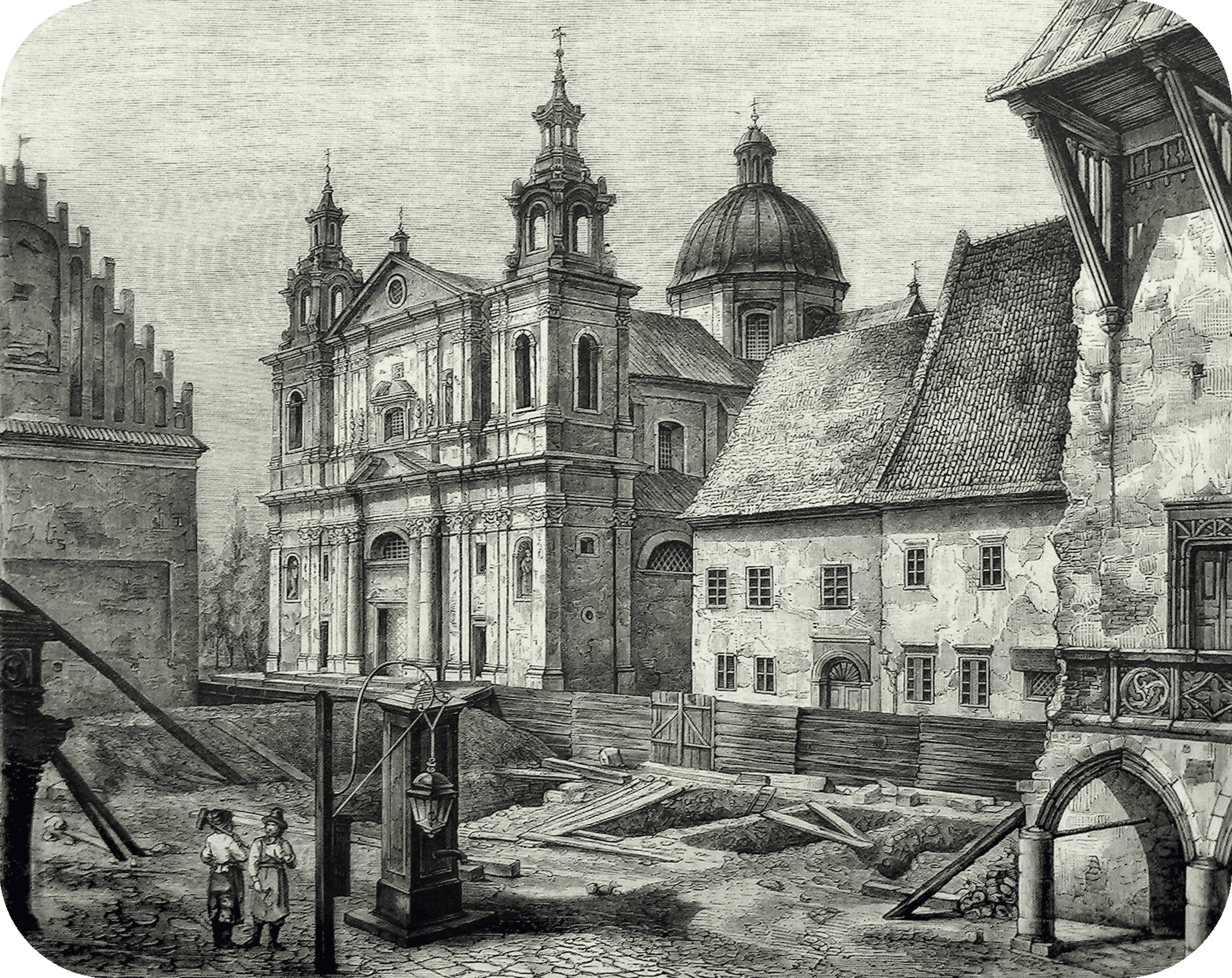
drzeworyt – Tygodnik Illustrowany druga połowa XIX w.